# Isonychia ussurica
Isonychia ussurica is een haft uit de familie Isonychiidae. De wetenschappelijke naam van de soort is voor het eerst geldig gepubliceerd in 1970 door Bajkova.
De soort komt voor in het Palearctisch gebied.